# 1905 na arte

## Eventos
- 24 de Dezembro - Fundação da Pinacoteca do Estado de São Paulo.

## Quadros
- O Sobreiro de Carlos I de Portugal.

## Nascimentos
| Data           | Nome              | Profissão                                                         | Nacionalidade   | Observações | Ref |
| -------------- | ----------------- | ----------------------------------------------------------------- | --------------- | ----------- | --- |
| 29 de janeiro  | Barnett Newman    | pintor                                                            | Estados Unidos  | m. 1970     |     |
| 18 de maio     | Mário Chicó       | historiador de arte e professor universitário                     | Portugal        | m. 1966     |     |
| 20 de maio     | Gastão Worms      | pintor, escultor, desenhista, professor e caricaturista           | Brasil          | m. 1967     |     |
| 11 de agosto   | Oswaldo Teixeira  | pintor, crítico e historiador de arte                             | Brasil          | m. 1974     |     |
| 13 de agosto   | Bruno Giorgi      | escultor                                                          | Brasil          | m. 1993     |     |
| 27 de dezembro | Fulvio Pennacchi  | desenhista, pintor, muralista e ceramista                         | Reino de Itália | m. 1992     |     |
| 31 de dezembro | Arrelia           | palhaço                                                           | Brasil          | m. 2005     |     |
| ??             | João Faria Vianna | pintor, gravador, desenhista e professor                          | Brasil          | m. 1975     |     |
| ??             | Walter Lewy       | Pintor, gravador, ilustrador, paisagista, desenhista publicitário | Alemanha        | m. 1995     |     |

## Mortes
| Data           | Nome                       | Profissão                                                     | Nacionalidade | Observações | Ref |
| -------------- | -------------------------- | ------------------------------------------------------------- | ------------- | ----------- | --- |
| 23 de janeiro  | Rafael Bordalo Pinheiro    | desenhador, aguarelista, ilustrador, decorador, caricaturista | Portugal      | n. 1846     |     |
| 9 de fevereiro | Adolph Menzel              | pintor                                                        | Alemanha      | n. 1815     |     |
| 14 de agosto   | Simeon Solomon             | pintor                                                        | Reino Unido   | n. 1840     |     |
| 19 de agosto   | William-Adolphe Bouguereau | pintor                                                        | França        | n. 1825     |     |
| 7 de outubro   | Pedro Américo              | pintor, romancista e poeta                                    | Brasil        | n. 1843     |     |
| 27 de outubro  | Rudolph Lehmann            | pintor e escritor                                             | Alemanha      | n. 1819     |     |
| ??             | Félix Bernardelli          | pintor e músico                                               | Brasil        | n. 1866     |     |
| ??             | Charles H. Poingdestre     | pintor                                                        | Reino Unido   | n. 1825     |     |

## Prémios
- Prémio Valmor e Municipal de Arquitectura 1905 - Manuel Norte Júnior[1].